# Callocossus
Callocossus este un gen de insecte lepidoptere din familia Cossidae.

Cladograma conform Catalogue of Life:
| Callocossus | \| \| Callocossus elegans \| \| \| \| \| \| Callocossus langi \| \| \| \| \| \| Callocossus rauana \| \| \| \| |
|             | \| \| Callocossus elegans \| \| \| \| \| \| Callocossus langi \| \| \| \| \| \| Callocossus rauana \| \| \| \| |
|             | Callocossus elegans                                                                                            |
|             | |
|             | Callocossus langi                                                                                              |
|             | |
|             | Callocossus rauana                                                                                             |
|             | |